# Tabanus planus
Tabanus planus är en tvåvingeart som beskrevs av Walker 1850. Tabanus planus ingår i släktet Tabanus och familjen bromsar. Inga underarter finns listade i Catalogue of Life.